# فرگوس بل
فرگوس بل (انگلیسی: Fergus Bell؛ زادهٔ ۲۵ ژانویهٔ ۱۹۹۱) بازیکن فوتبال اهل بریتانیا است.
از باشگاه‌هایی که در آن بازی کرده‌است می‌توان به باشگاه فوتبال منزفیلد تاون، باشگاه فوتبال یئوویل تاون، باشگاه فوتبال تورکی یونایتد، باشگاه فوتبال هیبرنین، و باشگاه فوتبال مونتسا اشاره کرد.